# Test Drive Cycles
Test Drive Cycles (укр. Тест-драйв: Цикли) — відеогра в жанрі аркадних мотоперегонів, розроблена студією Xantera і видана компанією Infogrames ексклюзивно для портативної гральної приставки Game Boy Color 26 липня 2000 року. Гра є спін-оффом серії Test Drive.
У Test Drive Cycles як транспортні засоби гравцю надано мотоцикли відомих світових виробників. Перегони проходять на різних трасах, які створювалися на основі чинних міст. Крім цього, в Test Drive Cycles присутній багатокористувацький режим для двох гравців.
Аркаду спочатку планувалося також випустити для PlayStation, Dreamcast та ПК, але розробку було скасовано. Test Drive Cycles одержала змішані відгуки від ігрової преси. Критикам не сподобалися графіка та управління, проте похвали ігрові режими та вибір мотоциклів.

## Ігровий процес

Перегонна в режимі «Single Race» у Вашингтоні. Відмінною рисою гри від попередніх частин є наявність мотоциклів як транспортних засобів

Test Drive Cycles є аркадною перегонною грою, яка виконана у двовимірній графіці. Ігровий процес схожий з попередніми частинами серії, однак у Test Drive Cycles замість автомобілів на вибір гравцеві надані мотоцикли від відомих світових виробників, таких як Harley-Davidson, BMW, Bimota, Moto Guzzi та багато інших, у кожного з яких присутні показники прискорення, управління та швидкості. Щоб заробляти гроші на нові мотоцикли та їх запчастини, необхідно займати призові місця в перегонах. Траси у грі засновані на наявних містах, таких як Вашингтон, Токіо та інші. При проходженні траси гравець проїжджає її з початкової точки до кінцевої, змагаючись з дев'ятьма іншими мотоциклістами. Якщо під час перегонів виїхати за межі проїзної частини, це призведе до зменшення швидкості. Якщо мотоцикл врізається в перешкоди, такі як камені або машини, що проїжджають на дорозі, то він падає, надалі сідає на мотоцикл, і тим самим втрачає час. Під час руху заздалегідь до повороту з'являється стрілка, що вказує напрямок та кут цього повороту. Для того, щоб гравцеві перемогти, йому потрібно зайняти перше місце у перегоні, інакше зарахується поразка.
У грі представлені три режими, кожен зі своїми особливостями: «Поодинока перегонна» (англ. Single Race), «Турнір» (англ. Tournament) та «Поліцейське переслідування» (англ. Cop Chase). У режимі «Поодинока перегонна» гравець може вибрати мотоцикл і трасу та вільно брати участь у перегоні. У режимі «Турнір» гравець проходить серію змагань. У турнірі можна виграти нові деталі для мотоциклів та відкрити траси. У режимі «Поліцейське переслідування» ведеться гра за поліцію. Гравець повинен включити сирену та зупиняти порушників, і, залежно від кількості затримань, він отримує певну суму грошей. Також доступний багатокористувацький варіант перегони для двох гравців, для якого потрібно з'єднати приставки Game Boy Color за допомогою спеціального кабелю. У Test Drive Cycles є система збереження прогресу гри, яка використовує картридж.

## Розробка та вихід гри
Test Drive Cycles спочатку розроблялася студією Pitbull Syndicate для гральних консолей PlayStation, Dreamcast та персональних комп'ютерів під керуванням Microsoft Windows. Раніше студія створила попередні основні частини серії. Новий проєкт відрізняється нетиповим для серії Test Drive жанром — мотогонки — і належить до спін-оффів франшизи. За словами розробників, управління у грі мало стати збалансованим між реалізмом і доступністю, а траси, як і в інших частинах серії, засновуватися на реальних містах та країнах світу. Рушій у Test Drive Cycles використовувався Slave Zero, а графіка була значно вдосконалена: були покращені ефекти освітлення, зроблена вища деталізація об'єктів, додана підтримка Glide, а також розробники реалізували рендеринг із частотою не менше 30 кадрів на секунду на консолях PlayStation та Dreamcast. У версії для PlayStation обіцялася підтримка зворотної віддачі контролера DualShock, аналогом у Dreamcast був би Jump Pak, а для Microsoft Windows мали включити приховані ярлики.
Однак, в результаті Test Drive Cycles для PlayStation, Dreamcast і ПК було скасовано в червні 2000, проте студією Xantera, гра була розроблена ексклюзивно для портативної ігрової приставки Game Boy Color. Раніше ця студія створила Test Drive 6 та  Off-Road 3 для тієї ж платформи. Вихід аркади відбувся 26 липня 2000 року лише у Північній Америці.

## Оцінки та думки
| Агрегатор    | Оцінка  |
| ------------ | ------- |
| GameRankings | 59,59 % |

| Видання                   | Оцінка |
| ------------------------- | ------ |
| AllGame                   | [ 1 ]  |
| Electronic Gaming Monthly | 3,5/10 |
| GameSpot                  | 7,3/10 |
| IGN                       | 4/10   |
| Nintendo Power            | 6,1/10 |

Test Drive Cycles отримала різносортні відгуки від критиків. На сайті GameRankings гра має середню оцінку 59,56 %. Деякі журналісти відносили до переваг різноманітність режимів і мотоциклів, проте ряд рецензентів розчарувалися в Test Drive Cycles через низьку якість графіки та незручне управління.
Нік Вудс, оглядач сайту AllGame, оцінив гру у чотири зірки із п'яти можливих. Критику сподобалися різноманітний ігровий процес, великий вибір мотоциклів, багато режимів та збалансована складність, і рецензент назвав Test Drive Cycles «веселою» грою. Схожу думку залишив Тім Трейсі з GameSpot, який поставив аркаді 7,3 бала з 10. Оглядач назвав Test Drive Cycles «успішним у своїй простоті» з справді захоплюючим ігровим процесом та різноманітними режимами. До мінусів Трейсі відніс посередні графіку і звук, хоча йому сподобався ефект паралаксу, що надає картинці «ностальгічний смак».
Проте траплялися негативні відгуки. Так, у журналі Electronic Gaming Monthly грі поставили низьку оцінку в 3,5 бали з 10. Представник сайту IGN, Марк Нікс, поставив Test Drive Cycles 4 бали з 10 і розкритикував низьку якість графіки та візуальних ефектів, які «вбивають рівень вражень від гри», а також малий кут поворотів та незручне керування. Говорячи про плюси, Нікс відзначив високу деталізацію мотоциклів та їх кількість, систему збереження, а також режими для двох гравців та «Cop Chase». У журналі Nintendo Power аркада оцінена в 6,1 балів з 10.